# Argostemma subcrassum
Argostemma subcrassum är en måreväxtart som beskrevs av George King. Argostemma subcrassum ingår i släktet Argostemma och familjen måreväxter. Inga underarter finns listade i Catalogue of Life.